# 헤센다름슈타트 방백국
헤센다름슈타트 방백국(독일어: Landgrafschaft Hessen-Darmstadt)은 신성 로마 제국의 제국 구성국이었으며, 헤센가의 젊은 분파에 의해 통치되었다. 이는 방백 헤센 방백 필리프 1세의 네 아들 사이에 헤센 방백국이 분할된 후 1567년에 형성되었다.
방백의 거주지는 다름슈타트에 있었기 때문에 이름이 붙여졌다. 나폴레옹 전쟁의 결과로, 1806년 제국이 해체되면서 백국은 헤센 대공국으로 승격되었다.

## 지리
많은 소규모 독일 국가들과 마찬가지로, 이 방백국은 서로 연결되지 않은 여러 영토(월경지)로 구성되었다. 이 영토들은 다름슈타트의 거주지가 있는 남부 슈타켄부르크 지역과 알스펠트, 기센, 그륀베르크가 있는 북부 오버헤센 지방, 그리고 글라덴바흐, 비덴코프, 바텐베르크 주변의 북서부 사유지, 그리고 로어헤센에 있는 볼의 월경지를 포함했다.

## 역사
헤센다름슈타트 방백국은 1567년에 설립되었다. 당시 필리프 1세 "위대한 자"의 네 아들 중 막내인 헤센다름슈타트 방백 게오르크가 옛 상부 카첸엘렌보겐 백국에 있던 헤센 영지를 물려받았다. 그의 맏형 헤센카셀 방백 빌헬름 4세는 헤센카셀 방백국을 받았고, 둘째 아들 헤센마르부르크 방백 루트비히 4세는 헤센마르부르크를, 셋째 헤센라인펠스 방백 필리프 2세는 헤센라인펠스의 방백이 되었다.

### 헤센 전쟁
헤센라인펠스 계통은 1583년 필리프의 사망으로 단절되었다. 1604년 자식 없던 헤센마르부르크의 방백 루트비히 4세가 마르부르크 성에서 사망하자, 그의 영지를 둘러싼 계승 분쟁이 일어났다. 여기에 칼뱅파인 헤센카셀과 루터파인 헤센다름슈타트 사이의 종파 차이가 더해져 수십 년간 치열한 경쟁 관계가 형성되었다. 마르부르크 대학이 헤센카셀의 방백 헤센카셀 방백 모리츠의 통치하에 칼뱅파가 되자, 그의 사촌 헤센다름슈타트 방백 루트비히 5세는 1607년 루터파 기센 대학을 설립하였다.
이 상속 분쟁은 30년 전쟁의 더 넓은 맥락에서 지속되었는데, 헤센카셀은 프로테스탄트 세력과 연합했고 헤센다름슈타트는 합스부르크 황제 편에 섰다. 1622년과 1627년에는 헤센홈부르크와 헤센로텐부르크 방백국이 각각 반대 세력에서 분리되었다. 1627년 헤센다름슈타트와 헤센카셀이 합의에 도달했음에도 불구하고 분쟁은 다시 불붙었다. 이는 도르스텐 포위로 이어졌고, 1645년 카셀의 여성 방백 아말리에 엘리자베트가 마르부르크를 포위하면서 일련의 공개적인 전투로 절정에 달했다. 이 분쟁은 결국 1648년 베스트팔렌 조약 직전에 해결되었는데, 이는 영지 분할로부터 80년 이상이 지난 후였다. 논쟁의 대상이 되었던 오버헤센 영토의 대부분(마르부르크 포함)은 연장자 계통인 카셀에 돌아갔고, 헤센다름슈타트는 기센과 비덴코프를 보유하게 되었다.

### 18~19세기
1736년 헤센다름슈타트의 방백들은 절멸된 하나우리히텐베르크 백작가의 영지를 상속받았는데, 이 또한 카셀의 사촌들과 분쟁의 대상이 되었다. 헤센다름슈타트는 1803년 제국의회 주요 결의에 의해 승인된 세속화와 중재화를 통해 상당한 영토를 획득했다. 가장 주목할 만한 것은 이전에 쾰른 대주교가 소유했던 베스트팔렌 공국과 마인츠 대주교 및 보름스 주교로부터 획득한 영토들이었다.
1806년 신성 로마 제국이 해체되고 사촌인 헤센카셀의 선제후 헤센 선제후 빌헬름 1세가 영지를 박탈당하자, 헤센다름슈타트 방백 루트비히 10세는 나폴레옹의 라인 동맹에 가입하고 헤센 대공의 칭호를 받았다.

## 갤러리

7년 전쟁 당시 사용된 군 연대의 깃발 (국기는 존재하지 않거나 누락된 것도 있다.)
문장 (1736년 ~ 1804년)

## 같이 보기
- 헤센의 통치자 목록